# Alexander Gottfried

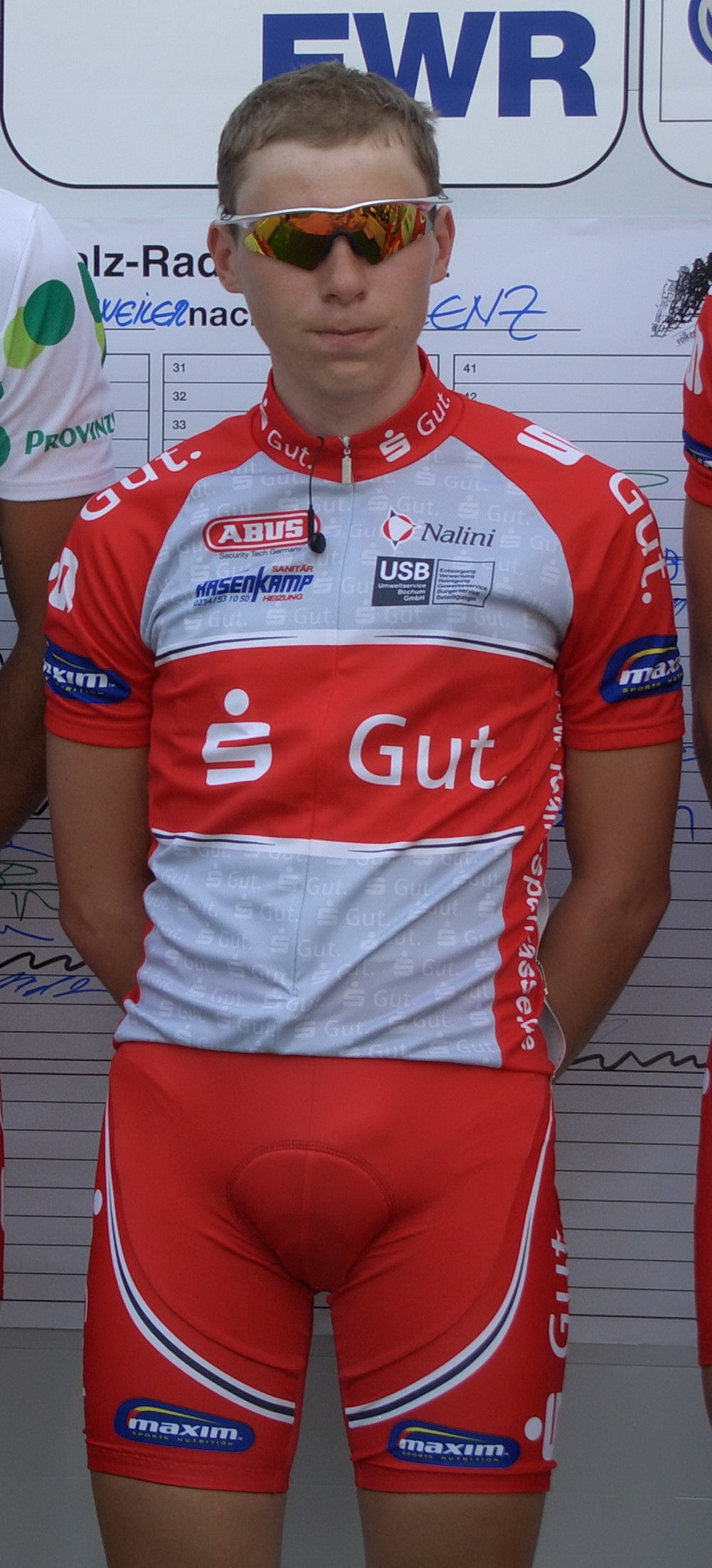
Alexander Gottfried

Alexander Gottfried (* 5. Juli 1985 in Pawlodar, Kasachische SSR) ist ein deutscher Radrennfahrer.
Gottfried begann seine internationale Karriere 2005 bei dem deutschen Continental Team Sparkasse. In seinem ersten Jahr gewann er die siebte Etappe der Tour de l’Avenir, dem bedeutendsten Etappenrennen für Radsportler unter 25 Jahren. In der Saison 2006 wurde er Sechster in der Gesamtwertung der Thüringen-Rundfahrt und Fünfter bei Rund um den Sachsenring. In der Endwertung der Internationalen Deutschen Meisterschaft belegte er so den vierten Rang.
Zum Ende der Saison 2013 beendete Gottfried seine internationale Radsportlaufbahn und wechselte zur national registrierten Renngemeinschaft Stölting, die mit dem gleichnamigen Team Stölting organisatorisch verbunden war.
Sein Vater ist der Radrennfahrer Wladimir Gottfried, der 2008 Weltmeister in der seiner Masters-Altersklasse 55–59 im Einzelzeitfahren wurde sowie Europameister im Straßenrennen und im Einzelzeitfahren.

## Palmarès
2005
- Deutsche Meisterschaften Straße U23
- eine Etappe Tour de l’Avenir

2007
- eine Etappe Giro delle Regioni

## Teams
- 2005–2007 Team Sparkasse
- 2008 Tinkoff Credit Systems
- 2009 Team Kuota-Indeland
- 2010–2011 Team NetApp
- 2012–2013 Nutrixxion